# إيملي ماري بارتون
إيملي ماري بارتون (بالإنجليزية: Emily Mary Barton)‏ هي كاتِبة وشاعرة أسترالية، ولدت في 12 نوفمبر 1817 في يوركشاير في المملكة المتحدة، وتوفيت في 24 أغسطس 1909 في Gladesville ‏ في أستراليا.